# 10:32 tirsdag - en kærlighedshistorie
10:32 tirsdag - en kærlighedshistorie er en dansk kortfilm fra 1991 med instruktion og manuskript af Annette K. Olesen.

## Handling
Nina flytter sig selv, sine ting og sin tvivl ind hos sin kæreste Mads. Hun scanner bagud over sit eget liv efter en ledetråd, noget at holde sig til.

## Medvirkende
- Lars Brygmann
- Tom Jensen
- Pia Jondal
- Anders Nyborg
- Birgitte Prins - Nina
- Waage Sandø
- Niels Skousen
- Cecilie Østerby